# Kelsey Jones
Pour les articles homonymes, voir Jones.
Pas d'image ? Cliquez ici

a Compétitions nationales et continentales officielles uniquement.

b Matchs officiels uniquement.
Dernière mise à jour le 27 juillet 2025.
Kelsey Jones, née le 1er septembre 1997 à Port Talbot (pays de Galles), est une joueuse internationale galloise de rugby à XV évoluant au poste de talonneuse. Elle joue dans le Championnat d'Angleterre, sous les couleurs du Gloucester-Hartpury RFC.

## Biographie
Kelsey Jones naît le 1er septembre 1997 à Port Talbot au pays de Galles. Elle commence la pratique du rugby à XV à l'âge de 16 ans, avec le club des Seven Sisters. Elle intègre par la suite les rangs des Ospreys des moins de 18 ans, puis l'équipe senior[réf. nécessaire].
Elle connait sa première sélection avec le pays de Galles lors de la Coupe du monde 2017, contre les Black Ferns.
En 2019, elle rejoint le Championnat d'Angleterre et signe avec le Gloucester-Hartpury RFC.
En 2022, elle compte 29 sélections quand elle est retenue pour disputer la Coupe du monde en Nouvelle-Zélande.
En 2023, elle remporte le titre national avec son club en inscrivant notamment un essai en finale contre les Exeter Chiefs.
À l'automne suivant, Kelsey Jones fait partie des trente joueuses qui repartent en Nouvelle-Zélande pour participer à la première édition du WXV. Elle dispute le Tournoi des Six Nations 2024, et est même titularisée lors de la première journée. De retour en club (alors en tête du championnat), elle se blesse au genou lors de la quinzième journée contre le Loughborough Lightning, et rate la fin de saison qui voit Gloucester-Hartpury conserver son titre,.
Toujours blessée, elle rate l'exercice 2024-2025 du Championnat d'Angleterre, à nouveau remporté par le Gloucester-Hartpury RFC. Alors qu'elle vient de passer dix mois sans jouer, Sean Lynn (en), le nouveau sélectionneur gallois, sélectionne Kelsey Jones pour le Six Nations 2025 ; elle retrouve le terrain dès la première journée contre l'Écosse. Au mois de juillet, elle fête sa cinquantième sélection face aux Wallaroos.

## Palmarès
- Vainqueur du Championnat d'Angleterre en 2023, 2024 et 2025.